# Unión de Países Exportadores de Banano
Die Unión de Países Exportadores de Banano kurz UPEB war ein zentral- und südamerikanisches Kartell von bananenexportierenden Staaten in Form einer internationalen Organisation.
1974 bildeten die Regierungen von Kolumbien, Costa Rica, Ecuador, Guatemala, Honduras, Nicaragua, Panama, inspiriert durch die OPEC ein Kartell der Bananenproduzenten für den nordamerikanischen Bananenmarkt.
Außer den Philippinen waren alle wesentlichen Bananenlieferländer der Vereinigten Staaten von Amerika in diesem Kartell vertreten. Die AKP-Staaten haben durch das Lomé-Abkommen einen privilegierten Zugang zum europäischen Bananenmarkt.
Klimatische Exklusivität legen das Organisieren in einem Kartell als Weiterentwicklung des durch multinationale Unternehmen gehaltenen Oligopol nahe.
Unter den oligopolen Marktbedingungen stagniert der Endverbraucherpreis für Bananen. Auf dem Bananenmarkt ist die Lieferkette so organisiert, dass beispielsweise von einem USD, mit welchem in den USA Bananen gekauft werden, im Produktionsland Kosten in Höhe von etwa 0,17 USD beglichen werden. Langfristige Kosten wie Umweltschäden und latente Vergiftungen werden im Produktionsland sozialisiert. 
1974 teilten sich United Brands Company ehemals United Fruit Company, Standard Fruit und Del Monte Corporation den Bananenmarkt.
In der UPEB wurde vorgeschlagen, eine Exportsteuer von einem USD auf die Crate (vierzig Pfund-Bananenkiste) zu erheben. 
Die Oligopole drohten den Handel einzustellen. Der ungeregelte Weltmarkt war mit Bananen gesättigt, und die Regierung von Ecuador, einem führenden Bananenexporteur, weigerte sich die vorgeschlagene Steuer zu erheben.
José Figueres Ferrer hatte gedroht, Standard Fruit in Costa Rica zu verstaatlichen, falls diese die Steuer nicht zahle.
Standard Fruit drohte seinem Nachfolger Daniel Oduber Quirós, dass bei weiteren Drohungen Standard Fruit sich aus Costa Rica zurückziehen werde.
Die Steuerforderungen von Costa Rica waren daraufhin 0,25 USD per Crate.
1974 wurde im Parlament von Honduras ein Gesetz verabschiedet, das die Exportsteuer von 0,25 USD auf 0,50 USD per Crate erhöhte.
Aus Honduras kamen 1974 mehr als 22 % der Bananen der United Brands Company.

## Bananagate

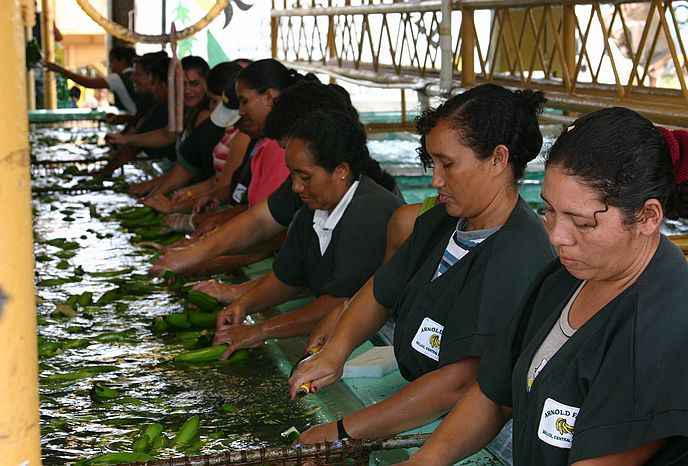
Sortieren von Bananen

Elihu Menashe Black, der CEO von United Brands Company, sprang am 3. Februar 1975 aus dem 44. Stock des MetLife Building.
Als die United States Securities and Exchange Commission den Sturz untersuchte, deckte sie auf, dass er vorgebliche Werbungskosten in Höhe von 1,25 Millionen USD an Oswaldo López Arellano aus Reptilienfonds nicht in der Bilanz der Chiquita Brands International ausgewiesen hatte. Ein Vorgang, welcher in der Presse in Anlehnung an die Watergate-Affäre als Bananagate bezeichnet wurde. Das Geld war auf ein Schweizer Bankkonto angewiesen worden. Das Konto war durch den honduranischen Wirtschaftsminister, José Abraham Bennaton Ramos eröffnet worden. Dafür wurde die vom Parlament beschlossene Erhöhung der Exportsteuer für United Brands Company nicht umgesetzt. Durch die reduzierte Steuer an den Staat von Honduras sparte die United Brands Company etwa 7,5 Millionen USD. Durch Bananagate war die UPEB unglaubwürdig geworden und wurde als Gremium nicht mehr genutzt.
Weitere Recherchen zeigten, dass die United Brands Company Anfang der 1970er weitere 0,75 Millionen USD „nützlicher Aufwendungen“ bar an europäische Beamte gezahlt hatte und damit Beschränkungen des Bananenexports der United Brands Company abgewendet werden konnten.
Die United Brands Company versuchte vergeblich die United States Securities and Exchange Commission zu überzeugen, dass ein Ausweis der nützlichen Aufwendungen in der Bilanz geschäftsschädigend gewesen wäre. Der Rechtsbeistand der UFCO, Covington & Burling, stellte gegenüber dem Außenministerium der Vereinigten Staaten mögliche negative Auswirkungen einer Veröffentlichung der nützlichen Aufwendungen auf die diplomatischen Beziehungen der Regierungen der USA und Honduras dar. Das Außenministerium sah in diesem Fall kein nationales Interesse berührt.

## Nachwirkungen
Am 1. Mai 1975 beschloss das Parlament von Costa Rica ein Gesetz zur Anhebung der Bananenexportsteuer von 0,25 USD auf einen USD per Crate. Die Verordnung präzisiert die Verwendung der Steuer: 0,45 USD sind für den Staatshaushalt und mit 0,55 USD werden unabhängige Bananenerzeuger subventioniert.
Costa Rican Banana Co., die costa-ricanische Tochter der United Brands, reichte im April 1975 eine Klage mit einem Streitwert von 3 Millionen USD gegen die Regierung von Costa Rica ein, da diese durch diese Exportabschöpfungssteuer eine Zusage der Regierung, sie bis Ablauf eines Vertrages 1988 nicht mit Steuern zu belegen, verletzte.
Die Gründung der UPEB gab vereinzelt den Anstoß zum Erheben von Bananenexportsteuern.